# Arkóza
Arkóza je typ pískovce s podílem nestabilních zrn (živce, muskovit, úlomky nestabilních hornin) nad 25 %. Přechod od křemenných pískovců k arkózám tvoří arkózové pískovce s podílem nestabilních součástí od 10 do 25%.
Jde o zpevněnou sedimentární horninu říčního vzniku střední až hrubé zrnitosti. Má různou barvu, nejčastěji však hnědou, žlutou nebo bílou. Arkóza má obvykle jílovitou základní hmotu a vápnitý, někdy křemitý tmel. Často je zbarvená do růžova (od růžových živců) nebo do červena (od hematitu). Často obsahuje i lupínky muskovitu. Hrubozrnné arkózy se podobají žule. V důsledku krátkého transportu jsou slabě vytříděny.
Termín jako první použil A. Brongniart v roce 1823.

## Vznik a výskyt
Arkóza vzniká všude, kde zvětrávají magmatické nebo metamorfované horniny bohaté na živec, například granitoidy.
Zvětralina, která tvoří klasty arkózy, je zpravidla jen krátce transportována nebo se velmi rychle usazuje; zrna nestabilních hornin a živců by se při delším transportu rychle rozpadla. Arkóza se tak tvoří především na okraji horských pásem ve vyšších zeměpisných šířkách. Živce totiž chemicky zvětrávají v povrchových podmínkách na jílové minerály (kaolinizace), obzvlášť ve vlhkém a teplejším prostředí.
Arkózy se proto nacházejí spíše v sušším a chladnějším prostředí, i když to není pravidlem. Podle dnešních představ vznikají arkózy přímo nebo hned po skončení orogeneze v neklidném prostředí. Jsou proto texturně nezralými horninami: častá je hrubá vrstevnatost nebo šikmé zvrstvení. Z velké části se arkózy nacházejí přímo v nadloží granitických hornin; typické jsou též pro deltové, říční a kontinentální prostředí. Větší tělesa arkózy tak nalezneme především v říčních plošinách na úpatích hor.

## Výskyt

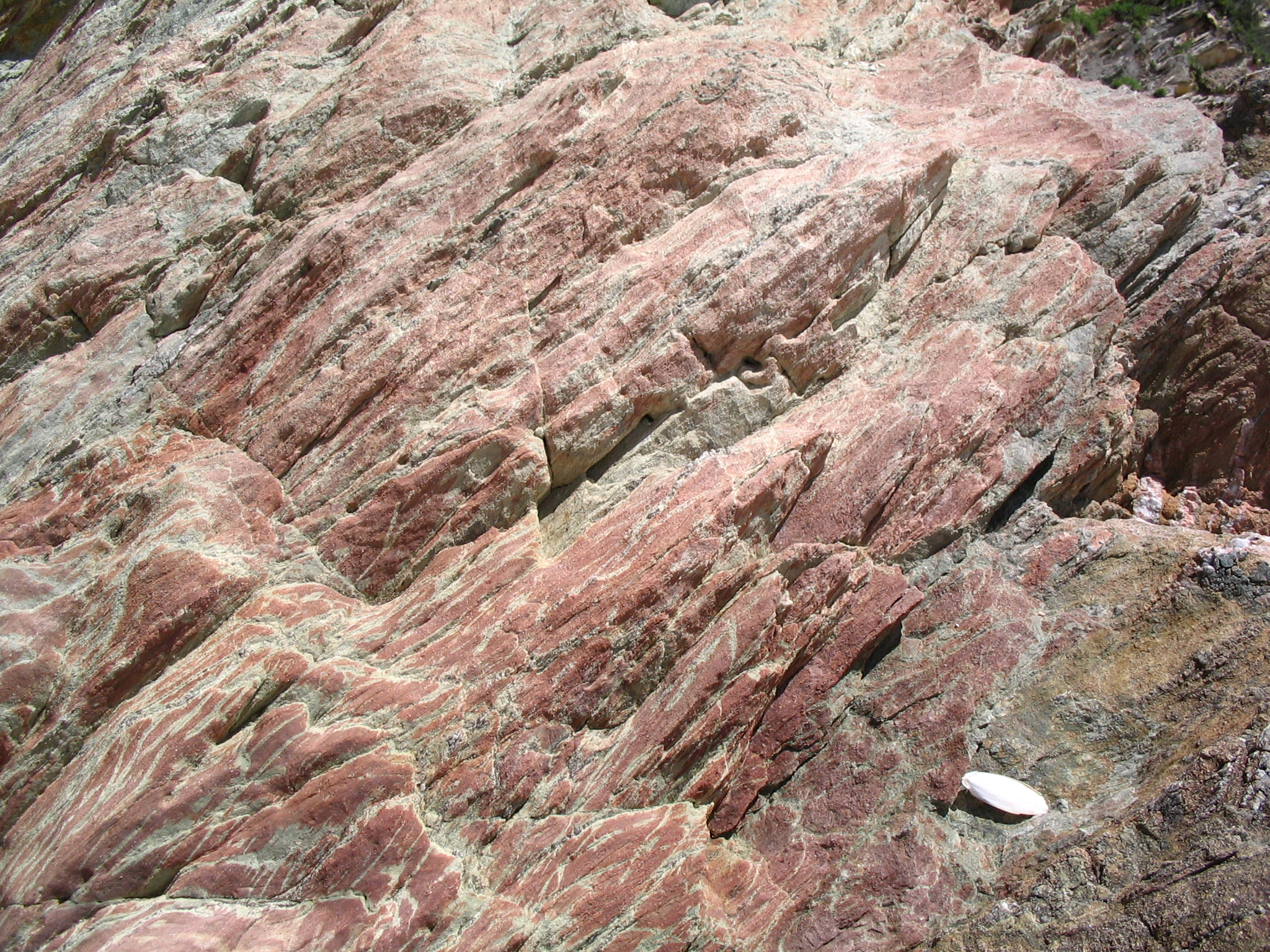
Arkóza

Ve světě jsou známy například ze sparagmitového souboru baltického štítu nebo z Německa (Sárská pánev). V Českém masivu arkózy vytvářejí polohy v karbonských a permských sedimentech, hlavně mezi Rakovníkem a Kladnem, v pánvi plzeňské a svatoňovické  nebo v blanické a boskovické brázdě.
Na Slovensku jsou v Západních Karpatech známé polohy arkóz ze Starohorských vrchů, Slovenského rudohoří, ale i z obalových jednotek tatrika, např. z karbonských hornin selecké jednotky v Považském Inovci.

## Použití
Arkózy se běžně používají jako stavební kámen nebo jako přísada do betonu a jako kamenivo. Arkózové pískovce a arkózy od Kamenných Žehrovic u Kladna byly použity při stavbě Národního divadla v Praze. Historicky sloužily také k výrobě mlýnských kamenů. V případě vysoké čistoty  mohou být také těženy jako zdroj živců pro sklářský průmysl.